# Talegalla
Talegalla Lesson, 1828 è un genere di uccelli galliformi della famiglia Megapodiidae.

## Tassonomia
Il genere comprende le seguenti specie:
- Talegalla cuvieri Lesson, 1828 - tacchino di boscaglia beccorosso;
- Talegalla fuscirostris Salvadori, 1877 - tacchino di boscaglia becconero;
- Talegalla jobiensis A. B. Meyer, 1874 - tacchino di boscaglia dal collare.